# Rualena cockerelli
Rualena cockerelli là một loài nhện trong họ Agelenidae.
Loài này thuộc chi Rualena. Rualena cockerelli được Ralph Vary Chamberlin & Wilton Ivie miêu tả năm 1942.